# Distretto di Ėrdėnėmandal
Il distretto di Ėrdėnėmandal è uno dei diciannove distretti (sum) in cui è suddivisa la provincia dell'Arhangaj, in Mongolia. Conta una popolazione di 5.933 abitanti (censimento 2009).